# 保盈大道駅
保盈大道駅（ほえいだいどうえき、中文表記: 保盈大道站）は、中華人民共和国広東省広州市黄埔区開発大道と保盈大道の交差点にある広州地下鉄5号線の駅である。駅番号は5/28。

## 歴史
- 2019年5月：着工[1]。
- 2023年12月28日：開業[2]。

## 駅構造
島式ホーム1面2線を有する地下駅。駅の夏港方には上下線をつなぐ片渡り線が設置されている。

### のりば
| 番線 | 路線    | 行先             |
| ---- | ------- | ---------------- |
| 1    | ■ 5号線 | 黄埔新港方面     |
| 2    | ■ 5号線 | 広州駅・滘口方面 |

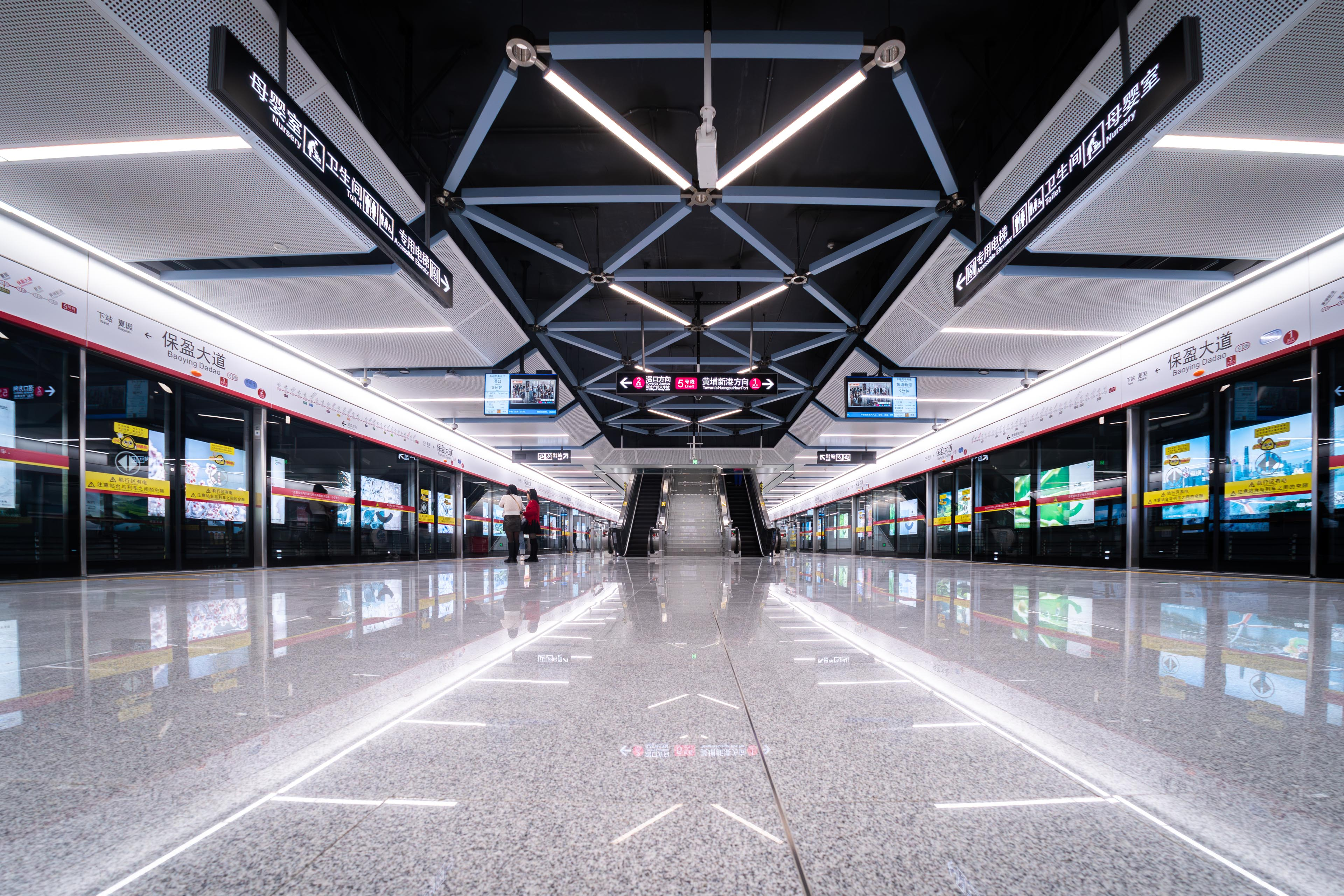
ホーム
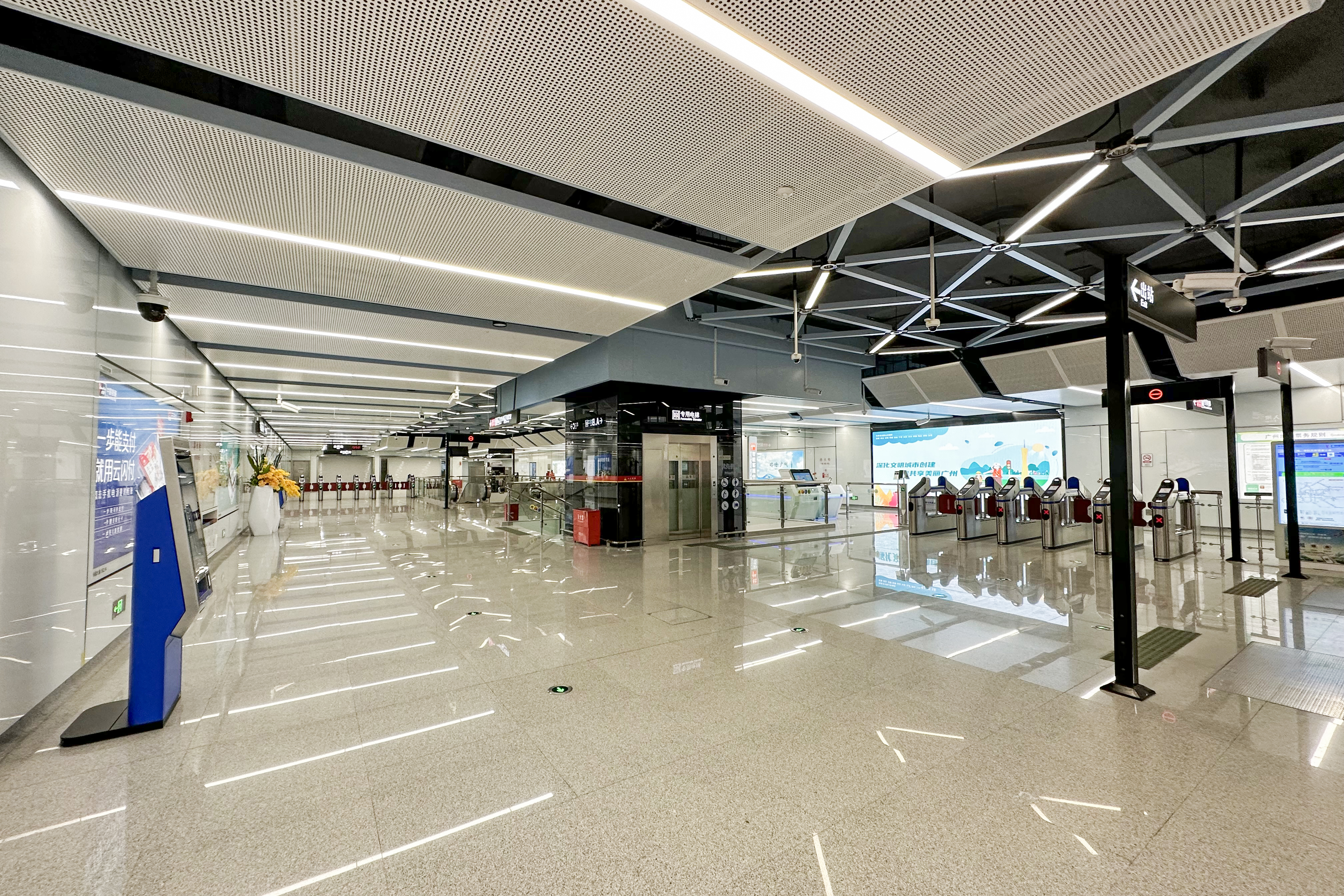
コンコース

## 駅周辺
- 墩美小区

## 隣の駅
広州地下鉄
■ 5号線
夏園駅 527 - 保盈大道駅 528 - 夏港駅 529